# موسینه کوکالاری
موسینه کوکالاری (آلبانیایی: Musine Kokalari؛ ۱۰ فوریه ۱۹۱۷–۱۴ اوت ۱۹۸۳) نویسنده و سیاستمدار آلبانیایی در دوره پیش-کمونیستی آلبانی بود. او بنیانگذار حزب سوسیال دموکرات آلبانی در سال ۱۹۴۳ بود. کوکالاری اولین نویسنده زن آلبانی بود. پس از دخالت کوتاه مدت در سیاست در خلال جنگ جهانی دوم، توسط رژیم کمونیستی در آلبانی تحت آزار و مجازات قرار گرفت و اجازه نوشتن از او سلب شد. او در فقر و انزوای کامل درگذشت.

## زندگی
کوکالاری در تاریخ ۱۰ فوریه ۱۹۱۷ در آدانا در جنوب ترکیه از یک خانواده میهن‌پرست و فعال سیاسی با ریشه گیروکاسترانی متولد شد. او در سال ۱۹۲۰ با خانواده‌اش به آلبانی بازگشت. در اواسط دهه ۱۹۳۰، او و برادرش وسیم یک کتاب‌فروشی در تیرانا را اداره می‌کردند. او در ژانویه سال ۱۹۳۸ برای تحصیل ادبیات در دانشگاه به رم رفت و در سال ۱۹۴۱ با پایان‌نامه‌ای دربارهٔ نعیم فراشری دانش‌آموخته شد. اقامت او در شهر رم، باعث علاقه شدید او به دنیای شگفت‌انگیز خلاقیت فکری شد و تنها هدفش در زندگی پس از بازگشت به آلبانی، تبدیل شدن به یک نویسنده بود.
در سال ۱۹۴۳، او به یک دوست اعلام کرد: «من می‌خواهم بنویسم، بنویسم، و فقط در مورد ادبیات بنویسم و هیچ ارتباطی با سیاست نداشته باشم.»